# Contra Aquincum

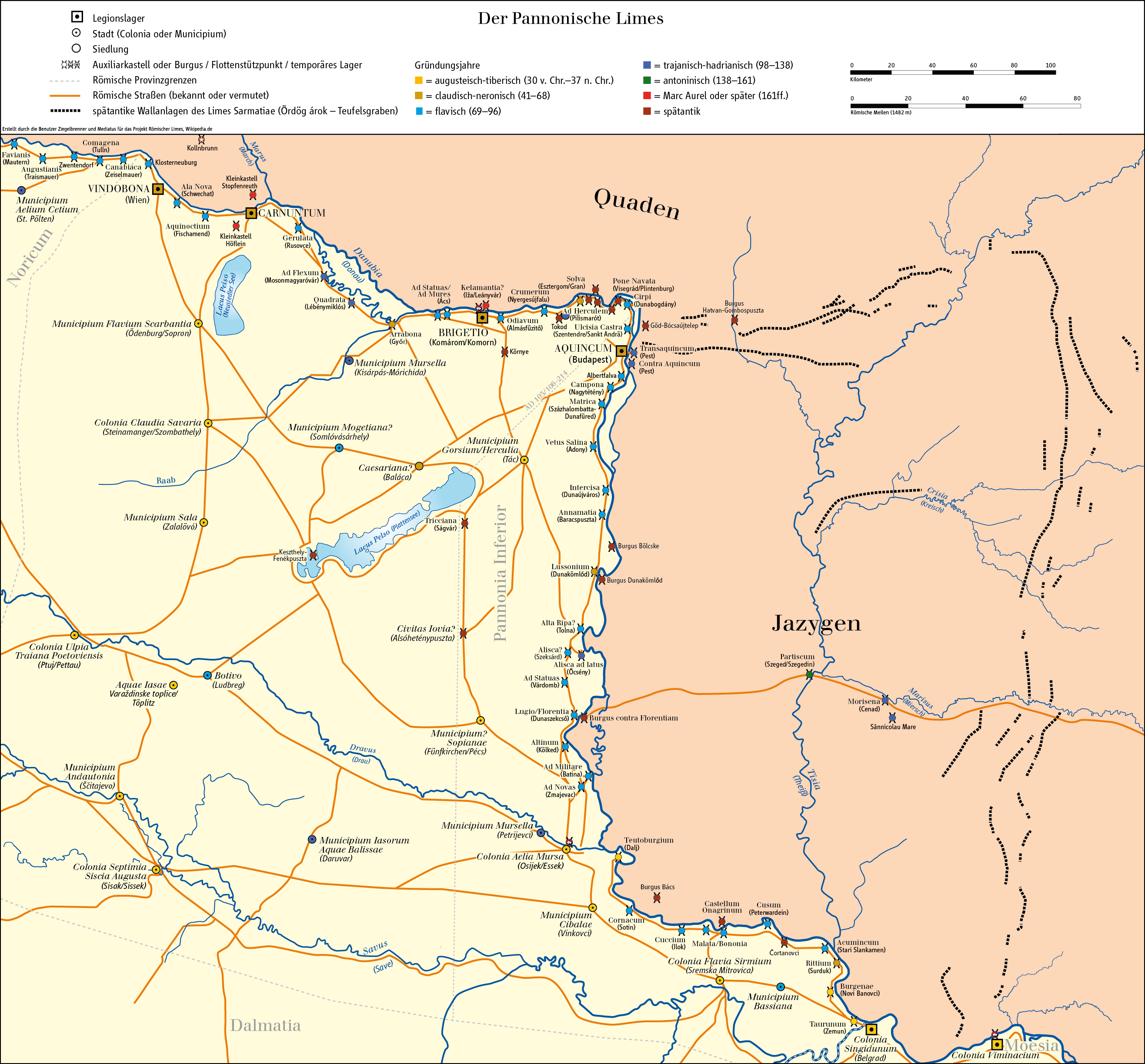
Die Lage der Gegenfestung am niederpannonischen Donaulimes

Contra Aquincum war ein römisches Militärlager, das als antike Gegenfestung den pannonischen „nassen Limes“ (Limes Pannonicus) und einen Flussübergang am Ostufer der Donau sicherte. Der Strom bildete in weiten Abschnitten die römische Reichsgrenze. Die heute auf dem Gebiet der ungarischen Hauptstadt Budapest gelegene Anlage wurde im Mittelalter zur Keimzelle der Stadt Pest, die erst 1873 mit Buda und Óbuda vereinigt wurde. Einige gesicherte Reste des Kastells sind heute nördlich der Elisabethbrücke am Platz des 15. März zu besichtigen. Die Benennung des Lagers mit dem Namen Contra Aquincum ist umstritten, aber bis heute vielfach noch gebräuchlich.

## Lage
Zur Zeit des römischen Aufmarschs im pannonischen Raum war die Donauniederung im heutigen Stadtgebiet von Budapest durch Alt- und Seitenarme des Flusses geprägt. In diesen von Sümpfen und feuchten Zonen bestimmten Biotopen gab es einige Schwemmlandinseln. Der im Bereich des östlichen Ufergebiets errichtete Militärplatz lag nur wenige Kilometer südlich des am Westufer gelegenen Legionslagers Aquincum und der gleichnamigen Zivilstadt. Auf der Höhe des Legionsstandortes gab es am östlichen Ufer, zum Schutz der dort errichteten Donaubrücke, seit dem 2. Jahrhundert eine weitere Gegenfestung, Transaquincum. Der am Rand des Barbaricums gelegene Standort von Contra Aquincum war strategisch gut gewählt, die Soldaten vor überraschenden Angriffen sicher. Gleichzeitig konnte von hier aus ein Abschnitt der Donau überwacht werden. Besonders wichtig im alltäglichen Dienst war weniger die militärischen Verteidigung als die Kontrolle des Grenzverkehrs und des Handels.

## Forschungsgeschichte

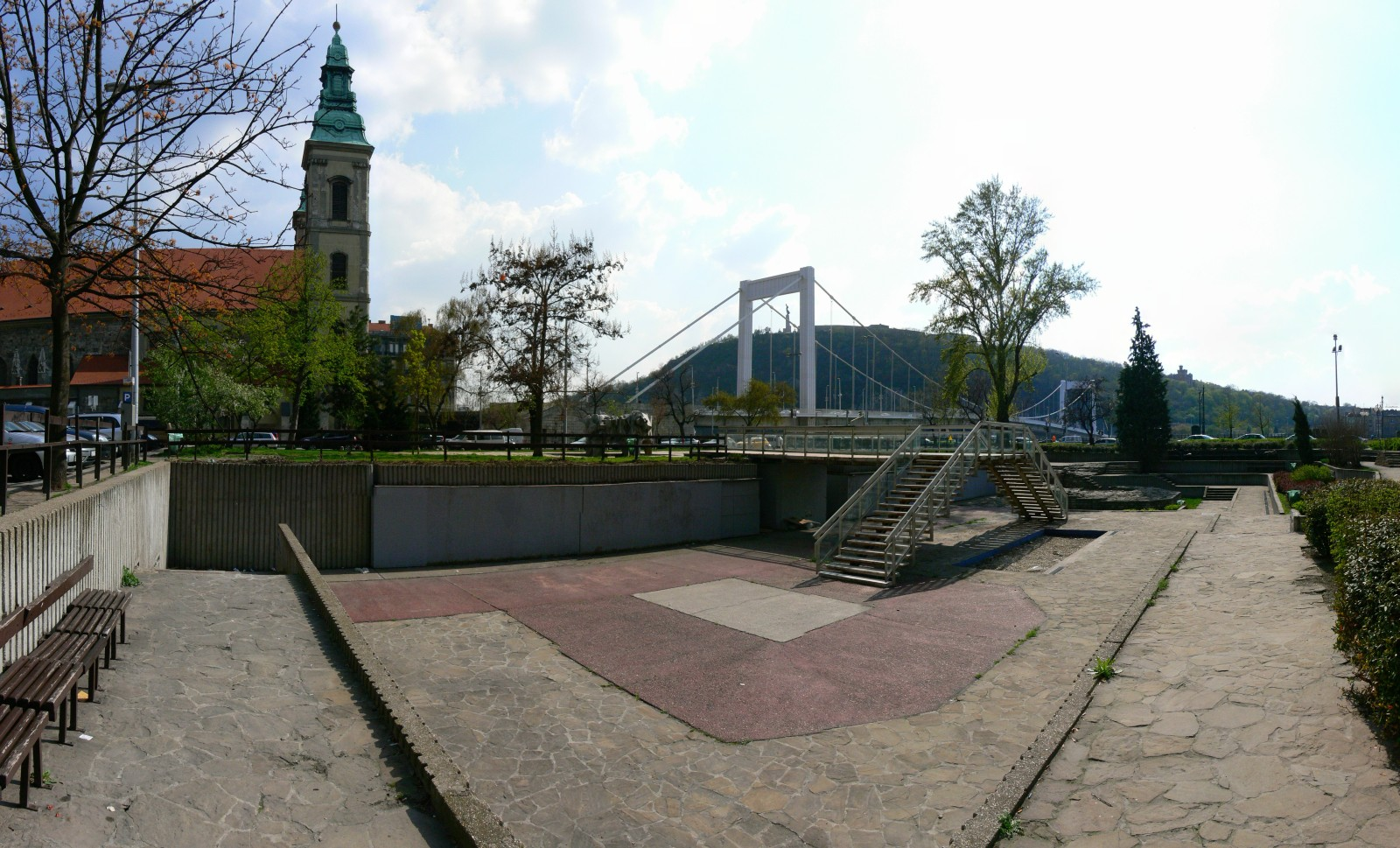
Das Freilichtmuseum mit den Resten der Nordmauer, im Hintergrund die Elisabethbrücke und die Stadtpfarrkirche über der Südostecke des Kastells

1799 wurden im Hof des damaligen Palais Glöckelsberg erste Funde getätigt. Anschließend kamen immer wieder Reste von Hypokaustanlagen aus dem Boden, die zunächst noch für türkische Hinterlassenschaften gehalten wurden. Als im Jahr 1898 die erste Elisabethbrücke errichtet wurde, stießen die Arbeiter beim Aushub der Grundpfeiler auf den südwestlichen Eckturm der Anlage und fanden darin römische Inschriften vermauert. Bálint Kuzsinszky (1864–1938), der erste Ausgräber von Aquincum, sah dies jedoch nicht als Beweis für eine römische Befestigung, sondern stufte den Fund als mittelalterlich ein, da selbst noch in den frühneuzeitlichen Festungswerken von Pest römische Spolien vermauert worden waren. Im Zuge einer geplanten Neugestaltung des damaligen Schwurplatzes (Eskü-Platz) zwischen Donau und Pester Pfarrkirche wurde 1911 der Beschluss gefasst, den alten Gebäudekomplex des Piaristen-Ordens abzubrechen und in einen Park umzugestalten, der gleichfalls Eskü-Platz (heute: Platz des 15. März) genannt wurde. Erst die Umsetzung dieses Plans machte es später möglich, auf dem bis dahin dicht bebauten Gelände größere Grabungen durchzuführen. Ab 1932 fanden am Nordrand des Platzes aufschlussreiche Untersuchungen statt. Ein Mitarbeiter von Kuzsinszky, Lajos Nagy (1897–1946), sowie Tibor Nagy (1910–1995) leiteten die Grabungen, deren Ergebnisse letztendlich auch Kuzsinszky selbst überzeugten. Lajos Nagy bemühte sich nach Abschluss der Ausgrabungen darum, die Funde für die Öffentlichkeit zu sichern, was nach anfänglichem Widerstand und den folgenden Kriegs- und Wiederaufbaujahren erst 1971 mit der Anlage eines Freilichtmuseums gelang.
Noch im Kriegsjahr 1944 fanden unter Vilmos Bertalan (1911–1995) weitere Grabungen statt. Es stellte sich heraus, dass die Pfarrkirche von Pest genau über der südöstlichen Kastellecke errichtet worden war und die Südfassade des Gotteshauses direkt über den römischen Festungsmauern stand. Mit dieser Grabung wurden die wahren Dimensionen der Fortifikation endgültig klar. 2010 fand eine Untersuchung unmittelbar vor dem Portal der Stadtpfarrkirche von Pest statt. Die Kirche steht im Bereich des Kastells.

## Baugeschichte

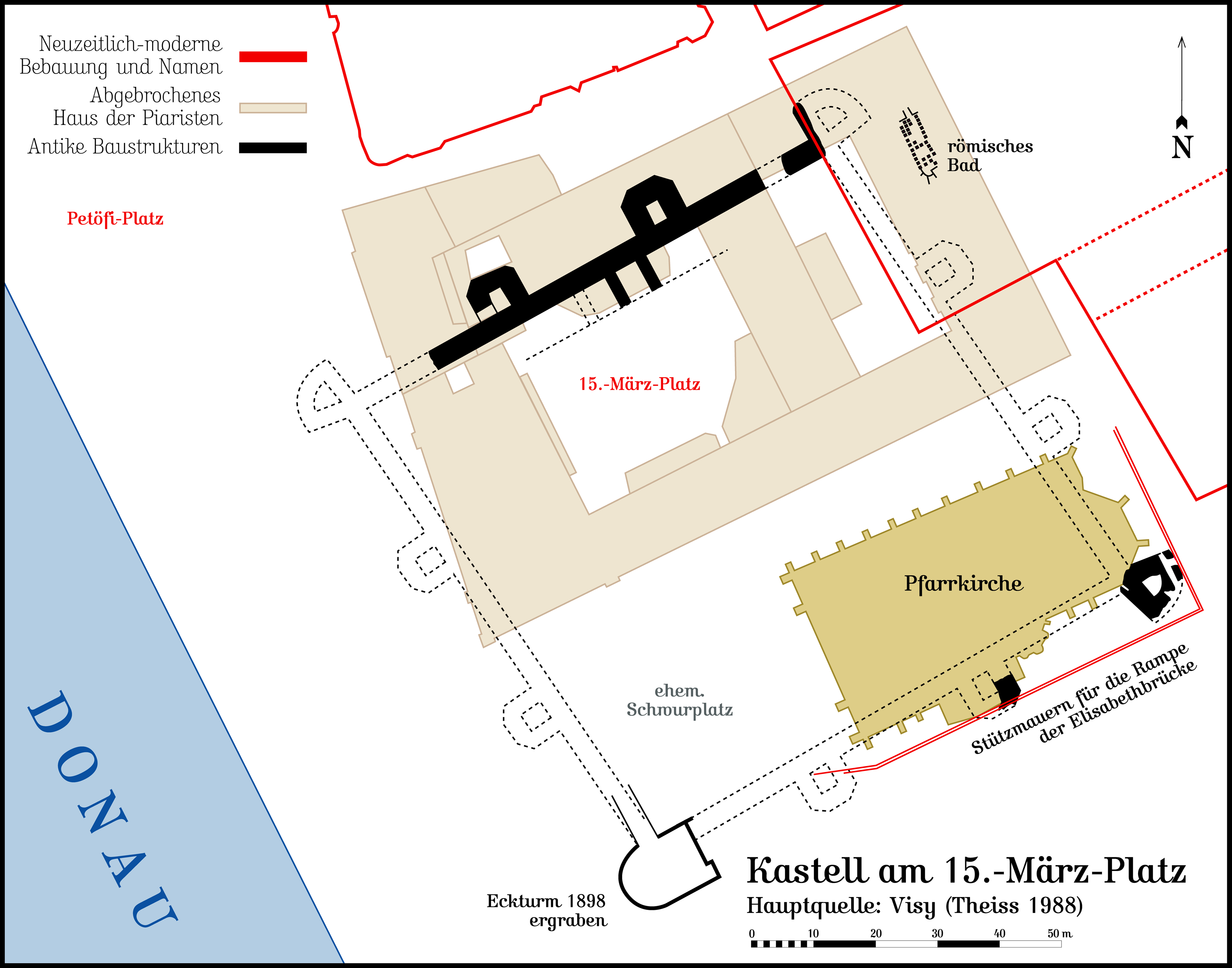
Das Kastell nach den Grabungsergebnissen im 19. und 20. Jahrhundert

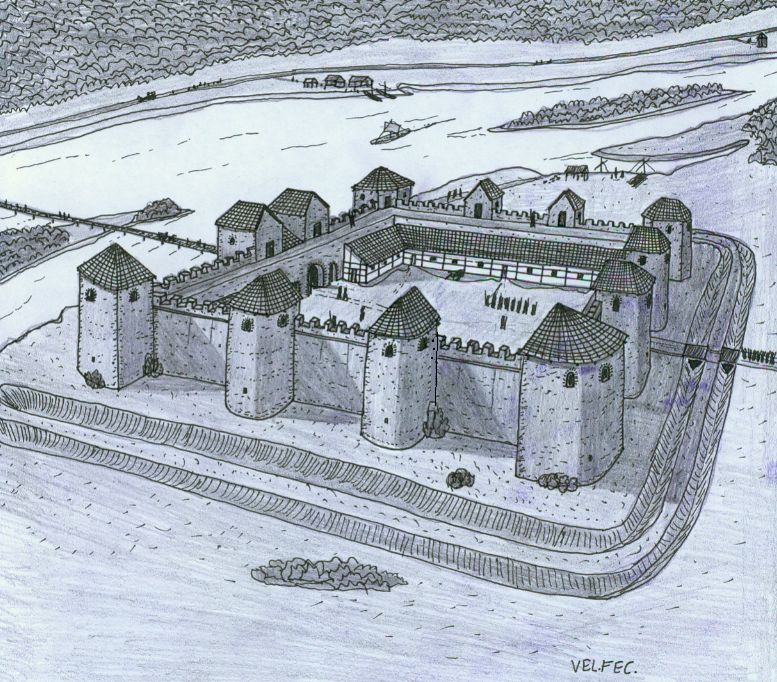
Rekonstruktionsversuch des Kastells, Ansicht aus Süd-Ost

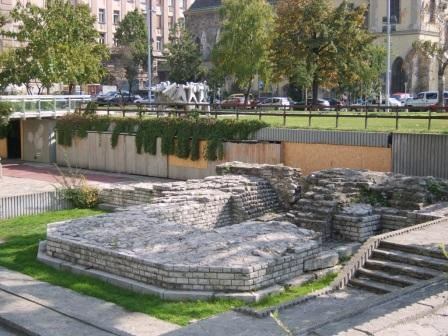
Turmruine im Freilichtmuseum

Der Ursprung des Außenpostens ist ungewiss, möglicherweise wurde ein erstes Kastell im Zuge des Steinausbaus des Legionslagers Aquincum, der nach 117/118 stattfand, errichtet. Damals befestigte die Legio II Adiutrix (2. Legion „die Helferin“) ihren Garnisonsort endgültig. Neben ihren vielfältigen Aufgaben als Grenzkastell wurde am Platz der heutigen Elisabethbrücke ein wichtiger Flussübergang bewacht. Konkrete bauliche Nachweise zu diesem vermuteten frühen Lager konnten bisher nicht gemacht werden, doch reicht das Fundmaterial, darunter auch ältere Gebäudereste im Umfeld der spätrömischen Befestigung, bereits bis in das 2. Jahrhundert zurück. Eines dieser Bauwerke konnte als Bad identifiziert werden, das unmittelbar vor dem nordöstlichen Eckturm der spätantiken Garnison lag. Die aufgefundenen Ziegel mit dem Stempel der Cohors VII Breucorum Antoniana (7. Kohorte der Breuker „die antoninische“) werden auf Baumaßnahmen zu Beginn des 3. Jahrhunderts zurückgeführt, in das gleiche Jahrhundert gehören auch die Stempel des Exercitus Pannoniae inferioris (Heer der Provinz Unterpannonien).
Lajos Nagy betonte nach seinen Grabungen, dass der spätantike Neubau kleiner dimensioniert gewesen sei als die ältere Militäranlage. Mit seinen bisher unbekannt gebliebenen Torbauten besitzt das von ihm erforschte Kastell eine rhombische Form und umfasst eine Grundfläche von 86 × 84 Metern, die 3,4 Meter starke Mauern umschließen. Als Mauerschale fanden neben behauenen Steinen auch eine Vielzahl von Spolien aus aufgegebenen Gräbern und von Altären Verwendung. Den Mauerkern bildete ein Guss aus Opus caementicium. Neben zwei nachgewiesenen fächerförmigen Ecktürmen besaß der Militärbau offenbar je zwei U-förmige Türme an den vier Seiten. Alle Türme sprangen aus dem Mauerverband hervor und schlossen im Kastellinneren bündig zur Lagermauer ab. Der während des Baus der Elisabethbrücke gefundene südliche Eckturm wich in seinem Aussehen offenbar deutlich von dem in der Nordost- und Südostecke aufgefundenen Turmschema ab. Sein U-förmiger Grundriss war mit der abgerundeten Schmalseite direkt auf die Donau ausgerichtet. Die Kastellmauern schlossen an seine nördliche Flanke sowie an die Rückseite an, in seinem Mauerwerk waren 27 Spolien verarbeitet.
In der Vergangenheit wurde der Festungsbau zumeist in die Zeit Kaiser Diokletians (284–305) datiert. Endre Tóth und Péter Kovács folgten dieser Meinung nicht. Sie setzen die Errichtung auf einen späteren, heute noch unklaren Zeitpunkt, während sich Sándor Soproni auf Konstantin den Großen (306–337) festlegte. Das Thema ist umstritten.

## Nachrömische Zeit
Noch lange Zeit nach dem Abzug der römischen Truppen lebte die romanisierte Bevölkerung mit Hunnen, Goten und Langobarden im Bereich der Kastelle von Pest und Alt-Ofen. Im 7. und 8. Jahrhundert prägten die Awaren das Gebiet, bevor ab dem 9. Jahrhundert die Ungarn folgten. Auf Geheiß des ungarischen Großfürsten Taksony durften sich im 10. Jahrhundert muslimische Händler in Pest ansiedeln, die mit Hilfe der ungarischen Könige sehr einflussreich wurden und an den lukrativsten Geschäften beteiligt waren. Erst 1232 mussten die Muslime auf Druck des um seine Rechte bangenden ungarischen Adels und der hinzugezogenen Kirche das Land verlassen. Ihre Stelle nahmen herbeigerufene deutsche Kaufleute ein.
Die Strukturen des Kastells hatten noch bis zur ungarischen Landnahme Bestand. Unter Verwendung von Steinmaterial aus dem Kastell entstand in dessen Südostecke eine präromanische Kirche. Möglicherweise wurde hierzu der südöstliche Eckturm zur Apsis umgebaut. 1046 fand der später heiliggesprochene Missionsbischof Gerhard von Csanád nach seiner Ermordung am Gellértberg (St. Gerhardsberg) in dieser Kirche seine letzte Ruhestätte. Gegen Ende des 12. Jahrhunderts weihten die Pester einen Neubau im romanischen Stil, dem im ausgehenden 14. Jahrhundert ein Umbau zur gotischen Kirche mit Umgangschor folgte. Die türkischen Besatzer konfiszierten den Bau und nutzten ihn als Moschee. Zwischen 1725 und 1739 fand nach einem Brand eine Barockisierung statt, die den wichtigsten Kirchenbau von Pest bis heute prägt.

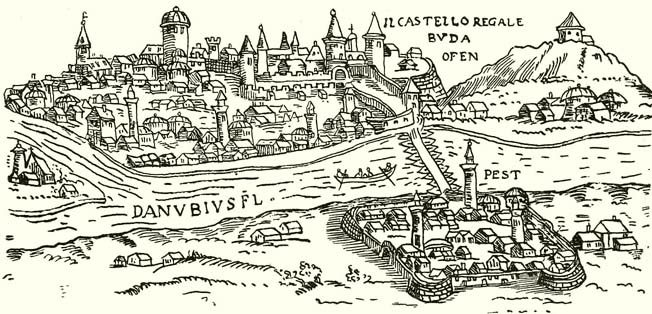
Budapest während der türkischen Besatzungszeit, spiegelverkehrte Darstellung nach dem Original von Georg Dózsa (1470–1514)

Es ist möglich, dass der 1898 ergrabene südliche Eckturm mit seinem bastionsartigen Erscheinungsbild, der keine Parallelen zu den drei anderen fächerförmigen Ecktürmen aufweist, eine Um- bzw. Neubau der Frühneuzeit ist. Eine Stadtansicht der türkischen Besatzungszeit von 1617 zeigt das alte Pest mit einem rechteckigen, befestigten Grundriss, der außer vier halbrunden Eckbastionen keine weiteren Zwischentürme aufweist. Im Bereich des südlichen Eckturms dieser frühneuzeitlichen Befestigung ist die zur Moschee umgewandelte Pfarrkirche direkt an der damals möglicherweise noch römischen Südmauer zu sehen. Diese südliche Mauer wurde nach Osten hin verlängert, um Platz für die Bewohner von Pest zu schaffen. Auch die donauseitige Kastellmauer könnte teilweise noch genutzt worden sein. Hier wurde die Mauer nach Norden hin verlängert. Dort, wo in der Antike das Donautor von Contra Aquincum anzunehmen ist, befand sich im 17. Jahrhundert ein einfacher, turmloser Einlass nach Pest. Vor diesem lag eine Pontonbrücke, die hinüber nach Buda führte.

## Funde

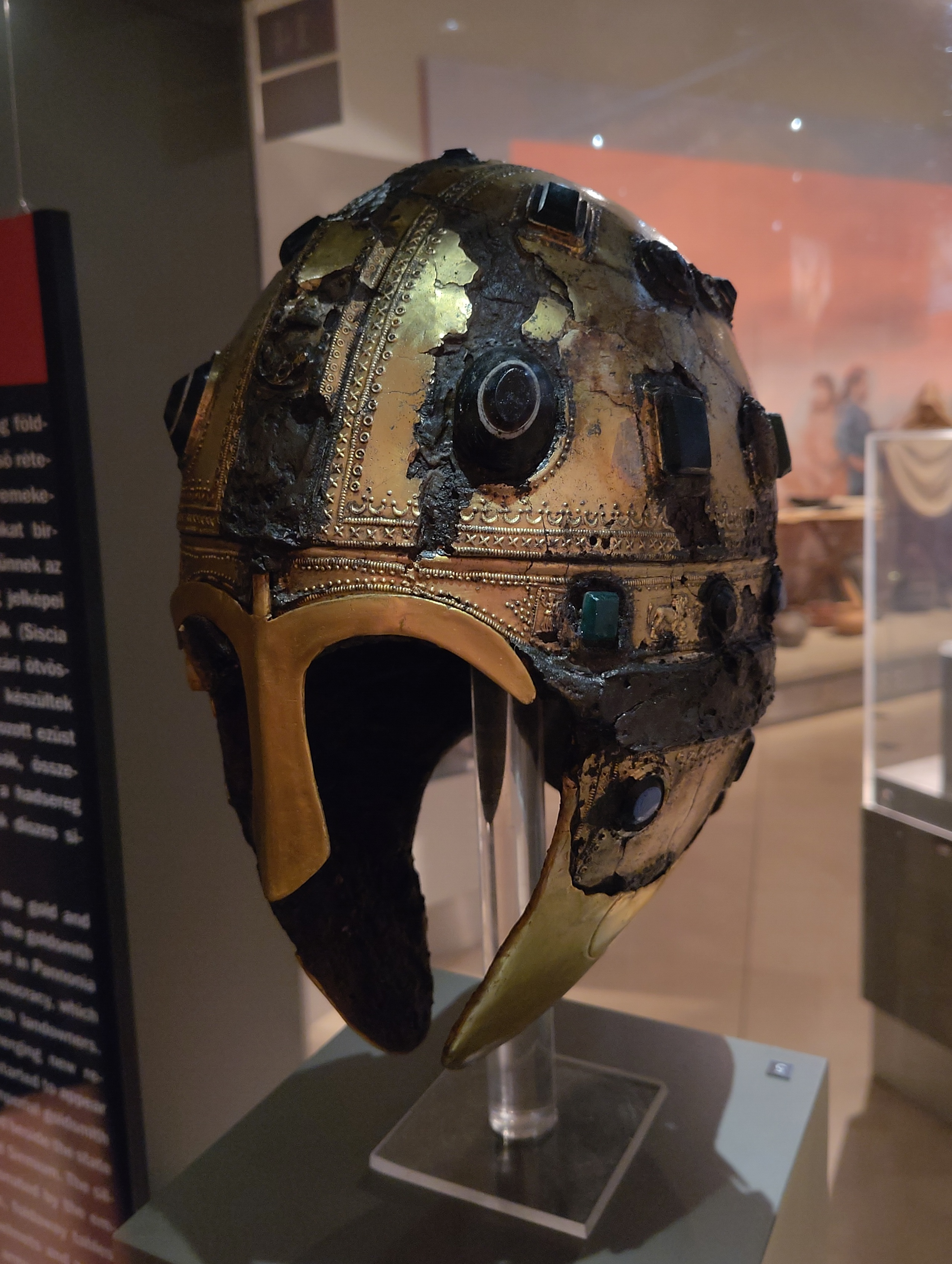
Eiserner Prunkhelm mit Goldüberzug aus Contra Aquincum, heute im Ungarischen Nationalmuseum

Neben vielen sekundär verwendeten Inschriften ist besonders ein spätrömischer eiserner Prunkhelm bekannt geworden, der im Juli 1898 während des Aushubs für die Pester Grundpfeiler der Elisabethbrücke, in unmittelbarer Nähe zur Festung, aufgefunden wurde. Das Stück ist mit vergoldetem Silber überzogen und besitzt eine reich verzierte Oberfläche, die unter anderem getriebene Löwen und Götterbilder zeigt. Daneben lassen sich Reste einer längeren Inschrift ausmachen. Auffallend sind große Schmucksteine aus Glaspaste, die den Helm noch kostbarer erscheinen lassen. Datiert wird der Helm in das späte 4. Jahrhundert; er könnte einem hochrangigen Offizier, vielleicht dem Befehlshaber von Contra Aquincum, gehört haben.
Unweit des Kastells wurde in der Lónyai-Straße ein Schatz von 15 Bronzemünzen entdeckt, deren Schlussmünze in das Jahr 395 n. Chr. datiert wird.

## Namensgebung
In der ungarischen Forschung gibt es schon länger Überlegungen, die bisherige Namensgebung einiger römischer Kastelle am Donaulimes neu zu überdenken. Die Namen, welche hauptsächlich durch das spätrömische Staatshandbuch Notitia dignitatum bekannt sind, könnten demnach in der Vergangenheit teilweise den archäologischen Befunden falsch zugeordnet worden sein. So könnte der sich über die Donau erhebende, sehr isoliert stehende Gellértberg in der Antike ein topographischer Fixpunkt mit dem Namen Mons Teutanus gewesen sein und die im gegenüber liegende, bisher als Contra Aquincum bekannte Anlage mit dem aus der Notitia überlieferten Castellum contra Tautantum identisch sein. Für diese Rekonstruktion spricht, dass sich auf dem Gellértberg in keltischer und römischer Zeit ein Heiligtum befand, das dem eraviskischen Stammesgott Teutanus geweiht war. Demnach hätten sich die mittelalterlichen Kopisten der Notitia dignitatum bei der Übertragung des Namens contra Teutanum geirrt und ihn falsch als contra Tautantum wiedergegeben. Der nach diesen Überlegungen frei werdende und ebenfalls durch die Notitia bezeugte Name Contra Aquincum (in den Handschriften eigentlich: Contra Acinco) ist daher auf die Gegenfestung des sicher bestimmten Legionslagers Aquincum zu übertragen, das in der modernen Forschung traditionell als Transaquincum bezeichnet wird.
Eine andere Rekonstruktion geht davon aus, dass sich der Name Contra Acinco gar nicht auf den Stadtnamen Aquincum bezieht und demnach keinen der beiden römischen Vorposten in Budapest (konventionelle Namen: Contra Aquincum und Transaquincum) meint. Dieser Theorie zufolge beziehe sich das Contra Acinco der Notitia dignitatum in Wirklichkeit auf eine Festung gegenüber der südlich gelegenen Stadt Acumincum.

## Limesverlauf zwischen Contra Aquincum und dem Kastell Budapest-Albertfalva
| Strecke | Name/Ort                                         | Beschreibung/Zustand |
| ------- | ------------------------------------------------ | --- |
| 4       | Buda-Gellértberg                                 | Südlich des Gellértberges, der noch bis nach der Mitte des 3. Jahrhunderts n. Chr. von den spätkeltischen Eraviskern bewohnt war, musste die am Westufer entlangführende Limesstraße ein Sumpfgebiet durchqueren. Die antike Trasse folgte in etwa der heutigen Budafokistraße. |
| 4       | Budapest-Attilastraße (Burgus Aquincum 5)        | Am Beginn des Teufelsgraben (Ördögárok) wurde nahe der Donau ein 10 × 15 Meter großer Burgus mit 2,85 Meter dicken Mauern ergraben. Er war aufgrund des sumpfigen Geländes auf einem Pfahlrost gegründet worden. Anhand der vorgefundenen Keramik und der Ziegelstempel kann die Entstehungszeit des spätantiken Bauwerks auf die Regierungszeit des Kaisers Valentinian I. (364–375) festgelegt werden. |
| 4       | Budapest-Rudas-Bad (Burgus Aquincum 6)           | Unmittelbar am westlichen Donauufer, am Fuße des Gellértberges, liegt das traditionsreiche Rudas-Thermalbad. Nahebei wurde beim Bau der Zitadelle ein runder Turm entdeckt, dem bei der Auffindung ein möglicher römischer Ursprung zugesprochen wurde. Heute steht diese Annahme in der Kritik, zumal runde solitär stehende Wachtürme vollkommen untypisch am Limes sind.                              |
| 4       | Budapest-Gellért-Platz (Burgus Aquincum 7)       | Am berühmten Gellértbad wurden spätrömische Wälle und spätrömische Ziegelstempel gefunden, die an diesem Platz auf einen nahe dem Westufer der Donau errichteten Burgus hindeuten. Zwischen dem Wachposten und der Donau führte die Limesstraße entlang. |
| 4       | Budapest-Roosevelt-Platz (Burgus Aquincum 13)    | Am östlichen Donauufer, bereits im Barbaricum, wurden südöstlich vom Burgus Aquincum 7 die möglicherweise spätrömischen Überreste eines Turms unter einem mittelalterlichen Gebäude entdeckt. |
| 4       | Budapest-József-Nádor-Garten (Burgus Aquincum 8) | Im ehemaligen József-Nádor-Garten stand östlich der Limesstraße am Westufer ein Wachturm. |
| 4       | Budapest-Budafok-Straße (Burgus Aquincum 9)      | Möglicherweise kann unter dem Grundstück an der Budafok-Straße 109 mit einem Wachturm gerechnet werden. |
| 5       | Budapest-Albertfalva                             | Das Kastell Budapest-Albertfalva befindet sich bei Budafok. |

## Denkmalschutz
Die Denkmäler Ungarns sind nach dem Gesetz Nr. LXIV aus dem Jahr 2001 durch den Eintrag in das Denkmalregister unter Schutz gestellt. Das Kastell Contra Aquincum sowie alle anderen Limesanlagen gehören als archäologische Fundstätten nach § 3.1 zum national wertvollen Kulturgut. Alle Funde sind nach § 2.1 Staatseigentum, egal an welcher Stelle der Fundort liegt. Verstöße gegen die Ausfuhrregelungen gelten als Straftat bzw. Verbrechen und werden mit Freiheitsentzug von bis zu drei Jahren bestraft.